# Казони Борони (Павија)
Казони Борони је насеље у Италији у округу Павија, региону Ломбардија.
Према процени из 2011. у насељу је живело 117 становника. Насеље се налази на надморској висини од 75 м.